# Elbridge Gerry

Elbridge Gerry (født 17. juli 1744, død 23. november 1814) var USA's 5. vicepræsident.
Han var også medlem af Repræsentanternes hus 1789-93, guvernør af Massachusetts 1810-12, og en af dem der underskrev USA's uafhængighedserklæring.